# Jimmy Reed
Mathis James "Jimmy" Reed (6 de setembre del 1925 – 29 d'agost del 1976) fou un músic de blues nascut als Estats Units d'Amèrica. Reed va ser un referent del blues elèctric, i una gran influència per a alguns músics de rock and roll com ara Elvis Presley, Eric Clapton, Billy Gibbons, Hank Williams, Jr, Stevie Ray Vaughan, Jerry Garcia i The Rolling Stones.

## Biografia
Reed va nàixer a Dunleith, Mississipi, al 1925. Va aprendre a tocar l'harmònica i la guitarra gràcies al seu amic Eddie Taylor. Després d'alguns anys fent concerts i tocant al carrer, se n'anà a viure a Chicago, Illinois, al 1943. Fou reclutat per la Marina i participà en la Segona Guerra mundial. Llicenciat el 1945, va retornar breument a Mississipi, i es casà amb la seua núvia Mary (d'ara endavant Mama Reed). Es trasllada a Gary (Indiana) per a treballar en una planta càrnia, Armour and Company. Mama Reed va ser corista sense crèdits en moltes de les seues cançons, sobretot en els seus èxits "Baby What You Want Em to Do","Big Boss Man" i "Bright Lights, Big City".
En la dècada del 1950, Reed ja era un músic popular. Es va unir als Gary Kings amb John Brim i va tocar al carrer amb Willie Joe Duncan. Reed no aconseguí cap contracte discogràfic amb Chess Records, però signà amb Vee-Jay Records gràcies al bateria de Brim, Albert King, abans que aquest també aconseguira fama com a guitarrista i bluesman. En Vee-Jay, Reed tocà de nou amb Eddie Taylor i va llançar "You Don't Have to Go", el seu primer èxit, seguit de molts altres més.
Reed va mantenir la seua reputació malgrat el seu alcoholisme; la seua esposa a voltes havia d'ajudar-lo a recordar les lletres de les cançons mentre les gravava. El 1957, Reed va començar a patir epilèpsia, encara que la malaltia no li fou correctament diagnosticada durant un llarg període, ja que Reed i els doctors pensaven que es tractava de delirium tremens.
Malgrat els seus nombrosos èxits, els problemes personals de Reed li impediren aconseguir el mateix nivell de fama que altres artistes populars de blues de la seua època, tot i tenir-ne més èxits que molts altres. Quan Vee-Jay va tancar, el seu promotor signà un contracte amb el nou segell BluesWay Records, però Reed ja no pogué produir cap més èxit.
El 1968, feu una gira per Europa amb l'American Folk Blues Festival.
Reed va morir d'insuficiència respiratòria el 1976, a Oakland, Califòrnia, poc abans del seu 51é aniversari. És enterrat al cementeri Lincoln, a Worth, Illinois.
El 1991, Reed fou inclòs, de manera pòstuma, en el Saló de la Fama del Rock and roll.

## Discografia

### Singles
| Any  | Single                        | US<br id="mwPQ"><br>R&amp;B | US |
| ---- | ----------------------------- | --------------------------- | -- |
| 1955 | "You Don't Have To Go"        | 5                           | -  |
| 1955 | "I Don't Go for That"         | 12                          | -  |
| 1956 | "Ain't That Lovin' You Baby"  | 3                           | -  |
| 1956 | "Can't Stand to See You Go"   | 10                          | -  |
| 1956 | "I Love You Baby"             | 13                          | -  |
| 1956 | "You've Got Me Dizzy"         | 3                           | -  |
| 1957 | "Little Rain"                 | 7                           | -  |
| 1957 | "Honey, Where You Going?"     | 10                          | -  |
| 1957 | "The Sun Is Shining"          | 12                          | 65 |
| 1957 | "Honest I Do"                 | 4                           | 32 |
| 1958 | "I'm Gonna Get My Baby"       | 5                           | -  |
| 1958 | "Down In Virginia"            | -                           | 93 |
| 1959 | "I Told You Baby"             | 19                          | -  |
| 1960 | "Baby What You Want Me to Do" | 10                          | 37 |
| 1960 | "Found Love"                  | 16                          | 88 |
| 1960 | "Hush-Hush"                   | 18                          | 75 |
| 1961 | "Close Together"              | 12                          | 68 |
| 1961 | "Big Boss Man"                | 13                          | 78 |
| 1961 | "Bright Lights, Big City"     | 3                           | 58 |
| 1962 | "Aw Shucks, Hush Your Mouth"  | -                           | 93 |
| 1962 | "Good Lover"                  | -                           | 77 |
| 1963 | "Shame, Shame, Shame"         | -                           | 52 |
| 1966 | "Knockin' At Your Door"       | 39                          | -  |

### Selecció d'àlbums
| Any  | Àlbum                                                               |
| ---- | ------------------------------------------------------------------- |
| 1958 | I'm Jimmy Reed                                                      |
| 1959 | Rockin' with Reed                                                   |
| 1960 | Found Love                                                          |
| 1960 | Now Appearing                                                       |
| 1961 | Jimmy Reed at Carnegie Hall                                         |
| 1962 | Just Jimmy Reed                                                     |
| 1963 | Jimmy Reed Plays 12 String Guitar Blues                             |
| 1963 | Jimmy Reed Sings the Best of the Blues                              |
| 1963 | T'Ain't No Big Thing but He Is...Jimmy Reed                         |
| 1964 | Jimmy Reed at Soul City                                             |
| 1965 | The Legend: The Man                                                 |
| 1967 | The New Jimmy Reed Album/Soulin'                                    |
| 1968 | Big Boss Man/Down in Virginia                                       |
| 1971 | Found Love                                                          |
| 1973 | I Ain't from Chicago (Bluesway Rècords BLS-6054)                    |
| 1974 | Best of Jimmy Reed (GNP Crescendo GNPS-2-10006)                     |
| 1976 | Blues Is My Business                                                |
| 1980 | I'm Going to Upside Your Head (compilació, Charly Rècords CRB 1003) |
| 1985 | I'm the Man Down There (compilació, Charly Rècords CRB 1082)        |